# Projeto A119

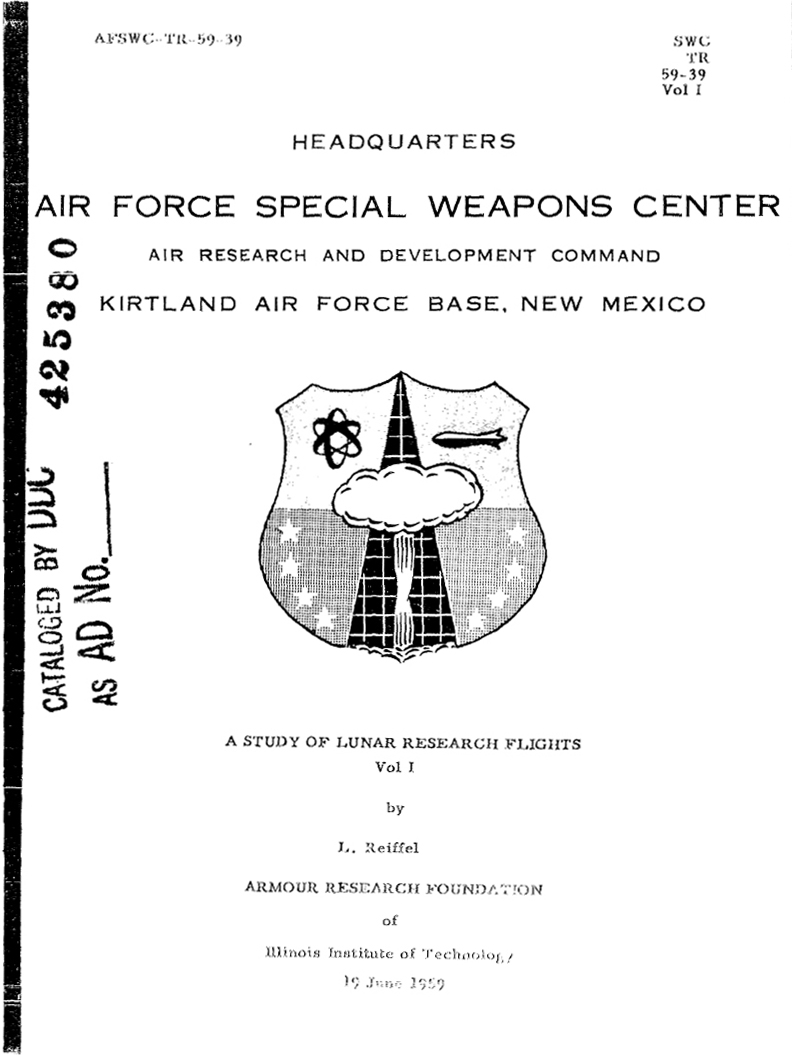
Capa do volume I do relatório assinado pelo dr. Leonard Reiffel

Projeto A119 ou "Um Estudo de Voos Lunares Investigativos" foi um plano ultra-secreto desenvolvido no final da década de 1950 pela Força Aérea dos Estados Unidos com a intenção de detonar uma bomba nuclear na Lua. Presume-se que a finalidade de tal ato seria demonstrar a superioridade dos Estados Unidos em relação à União Soviética e ao restante do mundo durante a Guerra Fria.
Todos os detalhes sobre a natureza dos estudos vieram do executivo aposentado da NASA, dr. Leonard Reiffel, que liderou o projeto em 1958 em uma fundação de pesquisa financiada pelo Exército dos Estados Unidos. Um jovem Carl Sagan integrou a equipe responsável por investigar os efeitos teóricos de uma explosão nuclear sob baixa gravidade. Ele acabaria revelando sua participação no plano secreto ao tentar um financiamento estudantil em 1959.
O projeto A119 jamais foi colocado em prática, provavelmente devido ao fato de que um pouso na Lua seria muito mais aceitável aos olhos da população americana. Os documentos permaneceram secretos por praticamente 45 anos e mesmo com sua revelação no começo da década de 2000, o governo dos Estados Unidos nunca reconheceu oficialmente seu envolvimento no estudo.

## Antecedentes
Em plena Guerra Fria, a União Soviética tomou a dianteira da exploração espacial ao lançar, em 4 de outubro de 1957, o Sputnik 1, o primeiro satélite artificial da Terra. O lançamento surpresa do artefato, combinado ao fracasso retumbante das duas primeiras tentativas americanas de colocar um satélite em órbita sob o Projeto Vanguarda, foi um choque para os Estados Unidos. Tentando recuperar o terreno perdido, o país lançou uma série de novos projetos e estudos, que acabariam dando origem ao lançamento do Explorer I, à criação da DARPA e da NASA e ao início da corrida espacial, entre outros avanços.

## O projeto

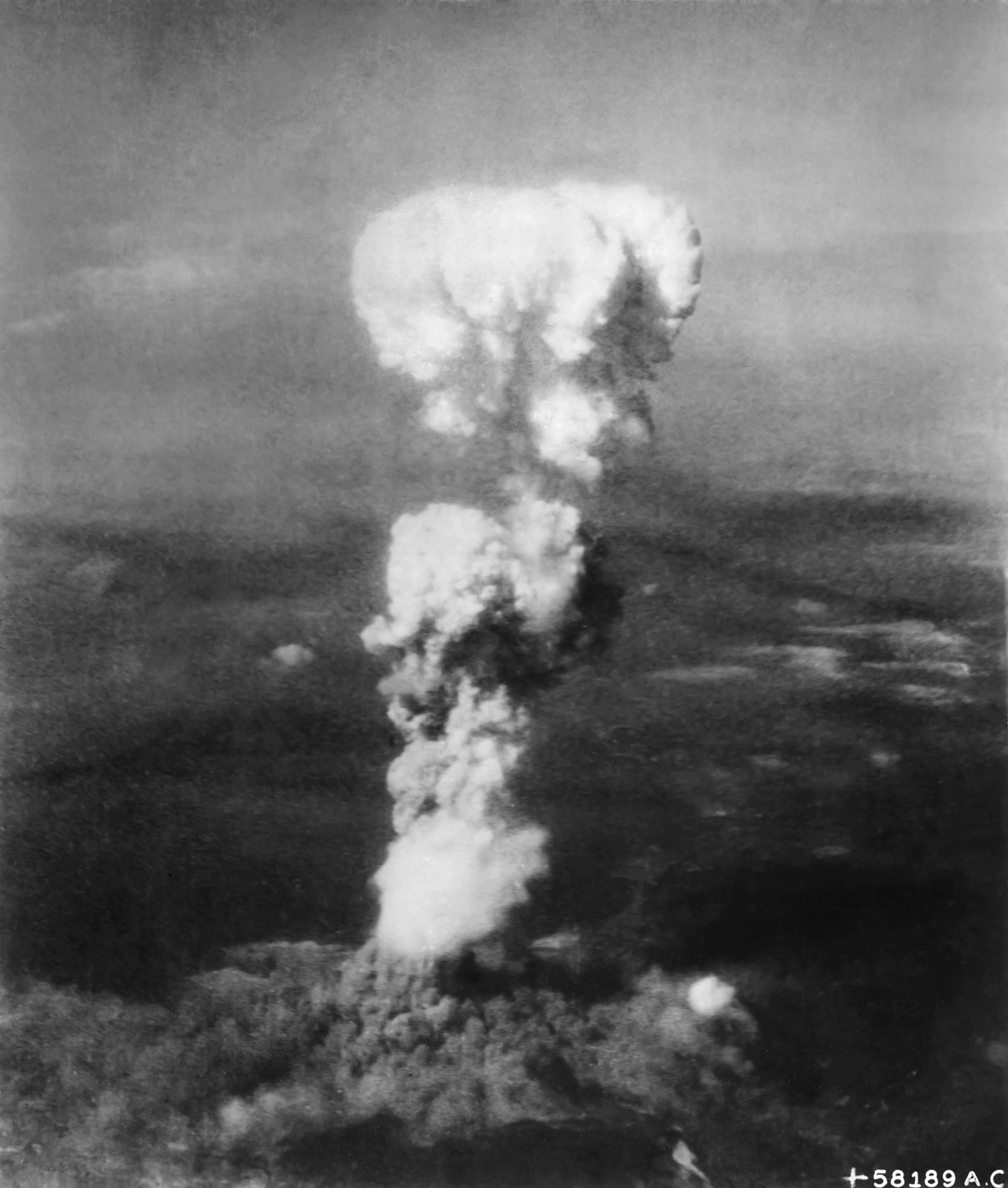
Nuvem de cogumelo da explosão atômica sobre Hiroshima, 1945. O objetivo do Projeto A119 era detonar uma bomba de potência similar contra a superfície da Lua

Um dos projetos decorrentes da corrida espacial foi o A119. Em maio de 1958 a Armour Research Foundation, com base no Instituto de Tecnologia de Illinois e financiada pelo Exército dos Estados Unidos, deu início aos estudos ultrassecretos sobre as consequências de uma explosão atômica na Lua. O objetivo principal do programa, que corria sob a responsabilidade da USAF, era a detonação de um artefato, de poder nuclear ou similar, que causasse uma explosão que deveria obrigatoriamente ser vista da Terra. Esperava-se que o lançamento pudesse elevar o moral do povo americano, abalado pela vantagem espacial obtida pelos soviéticos.
O projeto surgira provavelmente sob a influência de um estudo similar iniciado pela RAND Corporation em 1956, cujos resultados permanecem secretos até os dias de hoje. Uma ideia parecida era compartilhada também por Edward Teller, o "pai da bomba-H" que, em fevereiro de 1957, propôs que um artefato atômico fosse detonado a certa distância da superfície lunar para analisar cientificamente os efeitos e perturbações provocados pela explosão.

### Estudos
Liderada pelo dr. Leonard Reiffel, uma equipe de dez pessoas foi reunida em Chicago para estudar a visibilidade da explosão, seus possíveis benefícios para a ciência e suas consequências para a superfície lunar. Entre os integrantes da equipe estava Carl Sagan, responsável pela projeção matemática da expansão de uma nuvem de poeira no espaço ao redor da Lua, um dado essencial para o cálculo da visibilidade de tal nuvem a partir da Terra.
Os cientistas inicialmente consideraram o uso da bomba de hidrogênio, ideia vetada pela USAF devido ao peso desta, que deveria ser suportado durante uma trajetória de mais de 375 000 km. Optou-se então por uma bomba atômica de potência similar àquela lançada sobre a cidade japonesa de Hiroshima em 1945, determinando que ela poderia ser levada por um foguete em direção ao lado negro do satélite no período de lua cheia e detonada com o impacto; com isso, a nuvem de cogumelo resultante da explosão seria iluminada pelo Sol, ficando portanto visível a partir da Terra. De acordo com o Dr. Reiffel, os avanços obtidos pela USAF com o míssil balístico intercontinental em 1959 permitiriam que este fosse utilizado como veículo para transportar o artefato atômico até à Lua.

### Desistência
O projeto foi arquivado em janeiro de 1959, provavelmente pelo temor do efeito negativo que o bombardeamento pudesse provocar frente à opinião pública. Teriam sido considerados também os prováveis danos à Terra caso o foguete caísse, além da poluição atômica da Lua caso a operação fosse bem-sucedida, o que impossibilitaria futuros projetos de pesquisa e colonização lunar.

## O paralelo soviético
Outro fator preponderante no surgimento dos estudos americanos pode ter sido o boato divulgado no final de 1957 de que a União Soviética planejava o lançamento espacial de uma bomba de hidrogênio. A imprensa noticiou na época que uma fonte anônima conversara com um agente do Serviço Secreto dos Estados Unidos, que por sua vez teria garantido que no eclipse de 7 de novembro daquele ano os soviéticos planejavam lançar contra a Lua um artefato explosivo acoplado a um foguete para comemorar o aniversário da revolução soviética. O boato adiantava vários detalhes que seriam posteriormente estudados pelo Projeto A119 (como a ideia de mirar a explosão no lado escuro do satélite durante o período de lua cheia), além de propagar o temor de que o foguete pudesse errar o alvo e, agindo sob efeito do campo gravitacional lunar, contornasse o satélite e voltasse à Terra.
Relatos posteriores atestam que o plano soviético teria de fato existido, mas não no formato sugerido pelos boatos. Iniciado em janeiro de 1958, o projeto era parte de uma série de propostas sob o codinome "E", que pretendiam alcançar a Lua (E-1), circundá-la (E-2), registrar suas características em uma série de fotografias (E-3) e finalmente lançar uma bomba atômica no satélite (E-4) para provar ao mundo ocidental que o passo seguinte do pioneirismo soviético na conquista do espaço fora dado. Assim como ocorreu com o plano americano, o projeto "E" foi abandonado ainda em seus estágios iniciais devido a preocupações relacionadas à segurança do lançamento e confiabilidade do foguete.

## Consequências

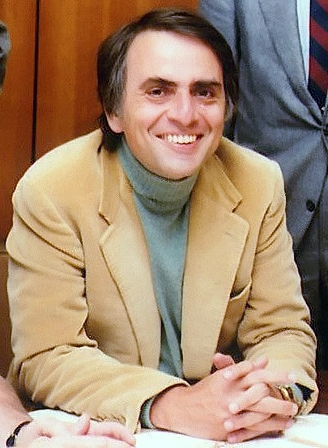
A indiscrição de Carl Sagan foi essencial para que o teor dos estudos viesse a público

A assinatura do Tratado de Interdição Parcial de Testes em 1963 e do Tratado sobre os Princípios Que Regem as Atividades dos Estados na Exploração e Utilização do Espaço Exterior, Incluindo a Lua e Outros Corpos Celestes em 1967 definiram a proibição de testes nucleares espaciais—não sem antes os Estados Unidos explodirem no espaço seis artefatos, e a União Soviética outros quatro, sob a aura da respeitabilidade científica.
Em dezembro de 1969, já com os Estados Unidos em posição de vantagem na corrida espacial após o sucesso da missão Apollo 11, o cientista Gary Latham, associado ao programa Apollo, foi a público defender o lançamento de uma bomba atômica de proporção "deveras pequena" contra a Lua. O lançamento, que ocorreria após a missão Apollo 15, teria como objetivo auxiliar nas análises do núcleo do satélite. Seu plano no entanto foi desconsiderado pois, além de ir contra os tratados assinados, atrapalharia os estudos que pretendiam medir a radiação lunar natural.
A existência do projeto A119 permaneceu praticamente em segredo até meados da década de 1990, quando o escritor Keay Davidson esbarrou na história enquanto pesquisava a vida de Carl Sagan para uma biografia. Davidson só descobriu o envolvimento do cientista com o Projeto A119 pois, ao entrar com a aplicação de uma bolsa de estudos acadêmicos no Berkeley Miller Institute em 1959, ele dera detalhes sobre as pesquisas secretas—o que configurava, na opinião do escritor, uma violação da segurança nacional.
A biografia Carl Sagan: A Life foi publicada em 1999; pouco depois, uma resenha publicada na Nature depreciou a descoberta e o suposto vazamento de informações. Isto fez com que o dr. Leonard Reiffel saísse de seu "anonimato" e escrevesse uma carta à revista, corroborando que a atitude de Sagan à época realmente representou uma violação da confidencialidade do projeto. Ele aproveitou a oportunidade para revelar detalhes sobre os estudos realizados, e suas declarações acabariam reproduzidas por diversos meios de comunicação.
A repercussão do caso levou a um pedido de desclassificação dos documentos secretos com base na legislação da liberdade de informação. Foi só então que, passados praticamente 45 anos desde sua publicação, o volume I do relatório de Reiffel tornou-se público. A procura pelo restante da documentação, no entanto, revelou que os outros relatórios foram destruídos na década de 1980 pelo Instituto de Tecnologia de Illinois.